# 장홍염
장홍염(張洪琰, 1910년 11월 25일~1990년 11월 5일)은 대한민국의 정치인이다.

## 약력
- 경성 휘문고등보통학교 5학년 중퇴
- 중화민국 베이징 대학 경제학 3년 중퇴
- 한국광복군 전남지구대 참모장
- 1948년 5월 10일 : 제헌 국회의원(전남 무안을)

## 역대 선거 결과
|  | 56.35% |

|  | 18.93% |

|  | 6.70% |

|  | 30.02% |

## 참고자료
- 《대한민국 의정총람》, 국회의원총람발간위원회, 1994년
- 장홍염 - 대한민국헌정회